# Max Parker
Max Parker (* 12. Juli 1882 in Prescott, Arizona; † 8. Juli 1964 in Torrance, Kalifornien) war ein US-amerikanischer Artdirector und Szenenbildner, der bei der Oscarverleihung 1943 für den Oscar für das beste Szenenbild nominiert war.

## Leben
Parker begann seine Laufbahn als Artdirector und Szenenbildner in der Filmwirtschaft Hollywoods 1916 bei dem Stummfilm The Victoria Cross von Edward LeSaint und wirkte bis 1947 an der Herstellung von fast 100 Filmen mit.
Bei der Oscarverleihung 1943 war er zusammen mit Mark-Lee Kirk und Casey Roberts für den Oscar für das beste Szenenbild in dem Schwarzweißfilm Unser trautes Heim (George Washington slept here, 1942) nominiert, einer von William Keighley inszenierten Filmkomödie mit Jack Benny, Ann Sheridan und Charles Coburn in den Hauptrollen.

## Filmografie (Auswahl)
- 1916: The Victoria Cross
- 1925: The Road To Yesterday
- 1926: Gigolo
- 1928: Mädel sei lieb (Happiness Ahead)
- 1929: Erfahrene Frau gesucht (Synthetic Sin)
- 1931: Der öffentliche Feind (The Public Enemy)
- 1932: Call Her Savage
- 1933: Ich bin Susanne (I Am Suzanne!)
- 1933: Die Legion des Todes (The Devil’s in Love)
- 1935: The Gay Deception
- 1936: Colleen
- 1937: Marry the Girl
- 1937: Mord im Nachtclub (Marked Woman)
- 1938: Men Are Such Fools
- 1939: Die Teufelsinsel (Devil's Island)
- 1939: Zwölf Monate Bewährungsfrist (Invisible Stripes)
- 1939: Die wilden Zwanziger (The Roaring Twenties)
- 1941: Agenten der Nacht (All Through the Night)
- 1941: Herzen in Flammen (Manpower)
- 1941: Arsen und Spitzenhäubchen (Arsenic and Old Lace)
- 1942: Unser trautes Heim (George Washington slept here)
- 1945: Pride of the Marines
- 1946: Drei Fremde (Three Strangers)
- 1946: Tote schlafen fest (The Big Sleep)
- 1946: Im Geheimdienst (Cloak and Dagger)
- 1946: Eine Lady für den Gangster (Nobody Lives Forever)
- 1947: Das tiefe Tal (Deep Valley)